# Casquet glacial patagó
El casquet glacial patagó va ser un casquet de gel allargat i estret (Inlandsis), que va cobrir tot el sud de Xile fins aproximadament l'actual Puerto Montt durant l'últim màxim glacial, durant la glaciació de Llanquihue. Alguns mapes connecten el casquet glacial patagó amb els camps de gels de l'Altiplà andí mitjançant tot de glaceres que travessarien els Andes.
El casquet glacial es va estendre més enllà de les crestes dels Andes cap a l'Argentina, però a causa de la sequedat del clima no va arribar més enllà dels llacs actuals Yagagtoo, Musters, i Colhue Huapi. A la seva punta màxima (fa entre 18.000-17.500 anys), el casquet glacial patagó cobria prop de 480.000 km² amb un volum de gel estimat de més de 500.000 km³, del qual només resta en l'actualitat al voltant del 4% d'aquella extensió primigènia, dividida avui dia en dues porcions separades conegudes com el camp de gel patagó nord i el camp de gel patagó sud. La reducció del volum del gel va contribuir a la pujada global del nivell del mar amb prop de 1.2 metres. No obstant això, durant el primer període glacial al principi del gel Plistocè va estendre's fins a la costa actual de l'Argentina. Es coneix que amb cada successiva glaciació el gel ha parat cada cop més lluny cap a l'oest, amb l'aridesa com a factor principal de frenada de les glaceres: es creu que els gradients diferencials de precipitació entre l'est i l'oest durant els períodes glacials eren fins i tot més contrastats que els extremadament contrastats de la Patagònia actual.
A diferència del Casquet Glacial Laurentide o dels casquet de gel del nord d'Europa, el casquet glacial patagó no va causar extincions o pèrdua importants de biodiversitat. Això va ser degut al fet que la flora restant al nord del gel va quedar aïllada pel desert d'Atacama i va poder especialitzar-se fàcilment als diversos microclimes que es formaren. De fet, la major part de la flora antàrtica original sobreviu avui a la terra ocupada pel casquet glacial. Malgrat això, hi ha indicis que durant l'últim desglaç (fa 17.500 anys), la ràpida fusió de la majoria de la part nord del casquet glacial patagó va donar lloc al dramàtic abocament de grans quantitats d'aigua dolça a l'oceà adjacent, disminuint la seva salinitat, alterant la seva circulació i donant com a resultat canvis ecològics significatius tant locals com llunyans.